# Halas TV
A Halas TV (Halas Televízió) Kiskunhalas és 35 km-es körzetében működő helyi televízió. Az UHF 31-es frekvencián sugároz.

## Története
A Halas Televízió az első, 1991. februári szerkesztett adása óta működik.
Természetesen ahhoz, hogy a mostani színvonalat elérje, jelentős átalakuláson és sikeres fejlődésen ment keresztül.
– Első szerkesztett adás 1991. februárjában.
– Rendszeres adások megkezdése 1992. május.
– 1993-ban Non Lineáris AVID vágóberendezést vásároltak.
– 1995. szeptemberében volt az első sugárzott adás, 25 km-es körzetben, közel 100.000 ember elérését tette lehetővé.
– 1996. december 31-én a Halas TV önálló gazdasági társasággá, Kht-vá alakult.
– 1997. júniusában 560 négyzetméter alapterületű új stúdió kialakítása. Ez a városközpontban, a Bethelen Gábor tér 7/D alatt volt.
– 1999. február 18-án 10 éves műsorszolgáltatási szerződés megkötése.
– 2004 óta minden hétköznap este élő híradóval jelentkeznek.
– 2007 Kamera Hungária döntős a Halas Tv alkotása.
– 2008-ban Helyi Érték Díj II. hely Híradó Kategóriában.
– 2008-ban a Halas Tv Kht. átalakult Halasmédia Nonprofit Kft-vé, és tulajdonosa a Halasi Városgazda Zrt lett.
– 2010-ben a városi önkormányzat visszavásárolja a Halasmédia Nonprofit Kft. 100%-át a Halasi Városgazda Zrt-től.
– 2011-ben Helyi Érték Díj II. hely – Híradó kategóriában.
– 2012-ben Helyi Érték Díj III. hely – Magazin kategóriában (PONT c. élő ifjúsági műsor).
– 2012-ben Helyi Érték Díj III. hely – Híradó kategóriában.
– 2012-ben a csatorna 16:9-es képarányra váltott.
– 2013-ban cégükbe integrálják a város kulturális intézményeit, új nevünk Halasi Média és Kultúra Nonprofit Kft.
– 2013 augusztus 1-jén megkezdték a (DVB-T) digitális földfelszíni sugárzást.
– 2014-ben Helyi Érték Díj II. hely – Híradó kategóriában.
- 2014-ben arculatot, és logót váltott, a régi sárga-kék halacska logó helyett a Halasmédia egységes emblémáját kapta.
- 2021-ben elköltözött a Sétáló utca 8 alatti művelődési házba a társaság.
- 2023-ban a televízió helyi érték díjat kapott, hírműsor kategóriában a II. helyezés, míg a tematikus magazinműsor kategóriában a III. helyezés lett.

## Műsorai
A televízióban általában este közvetítenek friss műsort.
Hétfőn, szerdán és pénteken 19:00-kor a Hírnapló c. hírösszefoglaló műsoruk jelentkezik, amelyet a Napi Mozaik rovat követ. Kedden a Beszéljünk róla magazint látják, szintén 19:00-kor. Csütörtökön a Kultúrkép c. kulturális magazinműsor jelentkezik, 19:30-kor. A 10 éve történt összefoglalja a város 10 éve történt eseményeit, minden hétfőn a 19:30-kor. A Koktél újrakeverve csütörtökön a Kultúrkép előtt jelentkezik, 19:00-kor. A Vármegyénkben történt kedden a Beszéljünk róla után jelentkezik 19:30-kor. Az időjárás a Hírnapló után látható. A műsorok általában 15-30 percesek. Általában 19:00-kor van adáskezdés. A csatornán vasárnap délután 16:00-tól az egész heti adás összefoglalása kezdődik, így aznap 16:00-kor van adáskezdés.

### Saját gyártású[4]
- Hírnapló
- Kultúrkép
- Beszéljünk róla
- Vármegyénkben történt
- Napi Mozaik
- 10 éve történt
- Koktél újrakeverve
- Időjárás-jelentés

### Más helyi televíziók által készített műsorok
- Kvantum
- Diagnózis
- Forgószínpad
- A szomszéd vár
- Megyei krónika
- Generációnk
- Szemeszter

### Megszűnt, vagy szüneteltetett műsorok
- Gyereksarok
- Híradó
- Pont
- Zöld percek
- Sport magazin